# Агент 47
«Агент 47» (англ. Agent 47, також відомий як «Містер 47», «47» або «47-й») — головний герой серії відеоігор «Hitman». Його ім'я походить від штрих-коду, яке витатуюване на його потилиці (640509040147), останні дві цифри якого — 47. Агент 47 працює кілером, виконуючи найскладніші і небезпечні замовлення. У всіх іграх його озвучує актор Девід Бейтсон.

## Hitman: Codename 47
У 1950-х роках п'ять колишніх членів Французького іноземного легіону після служби в армії повернулися до своїх рідних країн, де створили свої власні кримінальні імперії. Один з них, вчений-генетик німецького походження, Отто Вольфганг Орт-Майєр, використовує ДНК своїх колишніх співслужбовців для створення ідеальних клонів, які б йому служили. Агента 47 було створено 5 вересня 1964 року в Бухаресті (Румунія). В основу його ДНК увійшли ДНК таких відомих злочинців, як:
- Лі Хонг — відомий гонконгський кримінальний діяч. Голова гонконгської тріади «Червоний Дракон».
- Пабло Белісаріо Очоа — відомий латиноамериканський наркобарон (народився у Колумбії).
- Франц Фукс — міжнародний австрійський терорист.
- Аркадій (Борис) Єгоров — російський терорист та торговець-зброєю. Антикомуніст.
- Отто Вольфганг Орт-Майєр — німецький вчений-генетик, який і створив Агента 47 у своїй лабораторії.

Приблизно 2000 рік. Агент 47 втікає з лабораторії доктора Отто Вольфганга Орт-Майєра в Бухаресті. Після тимчасового безробіття, Агент 47 вирішує приєднатися до МКА (Міжнародного Контрактного Агентства), яке займається заказовими вбивствами.
Першим заказом для Агента 47 було вбивство відомого гонконзького криміналу, лідера організації «Червоний Дракон» — Лі Хонга. В планах Агента було розпочати війну між двома найсильнішими тріадами Гонконга — «Блакитного Лотоса» та «Червоного Дракона». Він вбиває представника «Червоного Дракона» на зустрічі двох тріад пострілом зі снайперської гвинтівки, після чого Лі Хонг звинувачує «Блакитний Лотос» у вбивстві свого емісара. Після цього випадку «Блакитний Лотос» контактує з Лі Хонгом та просить його про зустріч, де хоче мирно владнати стосунки. Агент 47 вкладає в машину «Червоного Дракона» бомбу, яка детонує і вбиває всіх приїхавших на зустріч членів «Блакитного Лотоса» та «Червоного Дракона». Після вибуху автомобіля тріади Лі Хонга, «Блакитний Лотос» в гніві готується до війни. Місцевий шеф поліції, якому платять обидві тріади, щоб запобігти кривавій різанині, влаштовує нову зустріч між представниками тріад в ресторані «Ченг-Чау». Агент 47 залишає в прибиральні ресторану пістолет, потім вбиває емісара «Червоного Дракона» та переодягається в нього. Зайшовши в ресторан та назвавшись представником «Червоного Дракона», Агент 47 дістає в туалеті пістолет, вбиває шефа поліції та залишає на місці злочину амулет, який символізує помсту. Лі Хонг, дізнавшись про вбивство свого емісара та шефа поліції в ресторані «Ченг-Чау» оголошує «Блакитному Лотосу» війну. Після вбивства шефа поліції, Лі Хонг залишається без підтримки місцевих правоохоронних органів. Агент 47 потрапляє до особистого ресторану Лі Хонга, там звільняє ще одного агенту МКА (Міжнародне Контрактне Агентство) та довідується в нього про перебування в ресторані Лі Хонга старовинної порцелянової статуетки, яку віддає торговцю спеціями, який після цього дарує Агенту 47 отруту. Отруту Агент 47 додає в суп Лі Хонга, але замість самого голови тріади цей суп з'їдає його охоронець — велетень Цун. Після смерті Цуна наляканий Лі Хонг укривається в своїй вежі на горі ресторану. Але Агент 47 потрапляє і туди, після чого вбиває Лі Хонга і покидає Гонконг.
Після отримання другого заказу — колумбійського наркобарона Пабло Белісаріо Очоа, — Агент 47 виїжджає до Колумбії. Агент їде в джунглі, адже саме там знаходиться база Пабло. Але сама база прихована за лісовими хащами, тому щоб дізнатися її точне місцезнаходження Агент 47 допомагає місцевому племені (спочатку повертає їм викрадену солдатами Пабло статуетку, а потім визволяє брата голови племені), яке після всього цього повідомляє кіллеру шлях до бази Пабло — невеличкий прохід через гори, який охороняє «бог» цього племені, великий ягуар. Діставшись бази Очоа, Агент 47 проникає в його особняк та в жорстокому двобої вбиває наркобарона. Після цього Агент закладає бомбу в лабораторії Пабло, яка детонує та спустошує місцевість.
Третьою жертвою Агента 47 стає австрійський терорист Франц Фукс. В його планах підірвати відомий готель в столиці Угорщини — Будапешті, в той час як в ньому будуть перебувати члени багатьох урядів світу. Агент 47 потрапляє в номер до Франца Фукса та вбиває його, коли той приймає душ. Після цього Агент дізнається про те, що бомбу, яка має підірвати готель, переховує брат Франца — Фріц, який працює в цьому готелі стоматологом. Агент вбиває Фріца під час того, коли він знаходиться в бані. Після цього він проникає до кабінету Фріца та дістає звідти бомбу, завдяки чому рятує мешканців готелю.
Четвертою ціллю Агента 47 стає російський торговець зброєю Аркадій («Борис») Єгоров. Агентству вдається дізнатися місто, в якому перебуває Єгоров — Роттердам, — але не відомо де саме. Агент 47 використовує одного з друзів та торговців Бориса — Івана Зілванича, — переодягнувшись в торговця та пішовши з ним на зустріч. Коли Іван покидав місце зустрічі, Агент 47 завдяки вистежуючим приладам зміг дізнатися, де перебуває Єгоров. Крім того, під час операції до Агента доходять новини з МКА, що Єгоров переховує на своєму кораблі ядерну зброю, яку хоче підірвати в роттердамському порту. Агент 47 вправно розбирається з охороною Бориса та вбиває його самого. Після цього Агент зупиняє таймер на ядерній бомбі та передає корабель до саперів. Важливим питанням для Агента після цієї місії залишається те, чому всі його жертви — Лі Хонг, Пабло Очоа, Франц Фукс та Аркадій Єгоров, — разом служили у Французькому іноземному легіоні.
МКА дізнається, що всі чотири вбивства, які замовляли Агенту 47, були зроблені від однієї людини. Крім того, ще одне, п'яте, вбивство від цієї людини, адресоване саме Агентові 47. Жертвою має стати лікар психіатричної лікарні Бухаресту Одон Ковач. Агент потрапляє у лікарню, де вбиває Ковача. Перед смертю Ковач встигає доповісти Агентові 47, що він був створений доктором Отто Вольфгангом Орт-Майєром, який знаходиться саме в цій лікарні. В той же час Орт-Майєр викликає наряд спецназу в лікарню. Агент 47 знаходить на підземних рівнях агента Сміта, який показує кіллерові дорогу до таємної лабораторії Орт-Майєра. В лабораторії Агент 47 зустрічає цілу армію таких самих клонів, як і він, тільки трошки досконаліших — 48-х. Але навіть це не зупиняє Агента, і він вправно вбиває всіх до одного. Нарешті, потрапивши в головну кімнату лабораторії Орт-Майєра, Агент 47 вбиває свого творця.

## Hitman 2: Silent Assassin
Приблизно 2002 рік. Після подій першої гри, Агент 47 починає шкодувати за свою кар'єру найманого вбивці, і йде в ченці. Виховувати дух Агента починає італійський священик в сицилійському монастирі — батько Вітторіо. Одного дня, батька Вітторіо викрадають члени сицилійської мафії на чолі з доном Джузеппе Джуліано. Джуліано вимагає в Агента 47 викуп в розмірі 5000 доларів. Не знаючи, що робити, Агент 47 звертається до своїх старих знайомих з МКА та просить по допомогу. Як виявляється, в Агентства якраз є замовлення на дона Джуліано. Агент 47 потрапляє до особняку дона та вбиває його. Але, як виявляється, на базі дона батька Вітторіо немає, але сліди його викрадачів ведуть до Росії.
Агентові 47 замовляють вбити чотирьох російських генералів у Санкт-Петербурзі. Але є умова — їх всіх треба прибрати поодинці. Першою жертвою Агента стає генерал, чиє ім'я невідомо, але відомо те, що він був агентом КДБ. Завдяки підказкам Діани Бернвуд (співробітниці Агента 47 в більшості частинах серії) Агент 47 дізнається, де сидить потрібний йому генерал, та вбиває його. Наступною жертвою Агента стає генерал Макаров, який, злякавшись невідомого вбивці, пішов на зустріч лідеру російської мафії — Івану Кубаско. Але під час їх зустрічі в парку Кірова Агент 47 вбиває обох. Третій генерал, найжорстокіший з усіх, Михайло Бордаченко, щоб врятуватися від убивць засів в своєму підземному укритті. Там, до речі, опинився спійманий солдатами Бордаченка агент Сміт з минулої частини серії. Агент 47 потрапляє до укриття Бордаченка, вбиває генерала та визволяє Сміта, після чого вони разом покидають «резиденцію» Бордаченка. Нарешті, останній генерал Зупіков, дізнавшись про смерті своїх товаришів вирішує покинути Росію та виїхати за кордон. Свій прощальний вечір на Батьківщині генерал проводить на престижному бенкеті. Агент 47 знаходить Зупікова та вбиває його. Крім того, він викрадає документи Зупікова, які запросив замовник вбивств.
Далі Агент 47 вирушає до Японії. Там його ціллю стає голова місцевого клану Якудзи Масахіто Хаямото. Але Хаямото настільки добре ховається в японських горах, що навіть супутники не в змозі його вислідити. Тоді Агент 47 знаходить сина Масахіто Хаямото — Масахіто Хаямото-молодшого, — підкидає до його їжі отруту та датчик стеження. Тіло молодшого Хаямото везуть до його батька, завдяки чому Агент 47 швидко знаходить укриття японського криміналу. Пробравшись через засніжені пустелі до грандіозного замку Масахіто Хаямото, Агент 47 знаходить самого Хаямото та вбиває його, після чого забирає портфель з планами ракетних установок, які запросив замовник.
Наступною зупинкою Агента 47 стає Малайзія, а саме — Куала-Лумпур. Нова ціль Агента — комп'ютерний геній Чарлі Сіджан, якому вдалося викрасти плани американської ядерної зброї, завдяки яким він легко міг розпочати нову світову війну. Агент 47 знаходить Чарлі у підвалі башт Петронас, але дізнається, що у Чарлі був ще й брат-близнюк. Знаючи, що ще один Сіджан переховується вже на верхніх поверхах башт Петронас, Агент 47 знаходить його і вбиває. Агент 47 видаляє всі данні про ядерну зброю США та покидає Малайзію.
Клієнт МКА та замовник вбивств в Агента 47 дізнається, що ядерну зброю, яка йому належала, було викрадено афганськими воєнними терористами. Агент 47 відправляється в Афганістан, де поступово вбиває всіх, хто причетний до цього викрадення. Спершу помирають лейтенант Ахмед Захір та полковник Мухаммед Амін. За ними Агент 47 вбиває афганського хана, дуже впливової людини в країні, який хотів продати викрадену ядерну зброю ООН. Нарешті, діставшись бази, де ядерну зброю переховували, Агент 47 вбиває головного командира цієї бази Юсуфа Хусейна та викрадає ядерну зброю в афганців. Але гвинтокрил, який прилетів за зброєю, виявися не союзницьким, і навіть не ворожим — це були індійські солдати.
Замовник просить Агента 47 вбити винуватців викрадення ядерної зброї в Афганістані — великого вождя таємної секти та його пропагандиста, доктора Ханнелор фон Кампрад. Спочатку Агент зустрічається з агентом Смітом, який просить його вбити добре тренованих кіллерів, що полюють на нього. Після подвійного вбивства, Сміт розповідає Агентові 47 про таємний шлях на базу вождя секти. Спочатку Агент 47 потрапляє до багатої лікарні, де вбиває пропагандиста секти — доктора Ханнелор фон Кампрад (до речі, це була перша жінка в серії, яку Агенту 47 довелося вбити). Після вбивства фон Кампрад Агент 47 знаходить шлях до особистого санаторію великого вождя, проникає туди та вбиває його. Але перед тим як покинути місце злочину, в Агента 47 відкриває вогонь невідома людина, яка як дві краплі води схожа на нього.
Агентство дізнається, що замовник всіх вбивств для Агента 47 був один з тих, хто був присутній на зустрічі російських генералів — терорист та продавець зброї Сергій Заворотько, який до того ж є братом одного з «батьків» 47-го — Аркадія Єгорова. Саме Заворотько вигадав весь цей план з крадіжкою батька Вітторіо, щоб повернути Агента 47 до кар'єри вбивці. ООН, якому не вистачає доказів для того, щоб посадити Заворотько, наймає Агента 47 для його вбивства. Агент вирушає до Санкт-Петербургу, але в штаб-квартирі Заворотько він знаходить лише ту саму людину, яка хотіла вбити Агента 47 під час місії в Індії — Агента 17. Агент 47 здивований тим, що він перебив не всіх клонів доктора Орт-Майєра. Він дзвонить до Заворотька через пейджер Агента 17 і дізнається, що терорист переховується разом з батьком Вітторіо в садах Гонтранно, що на Сицилії. Агент 47 вирушає туди.
Агент 47 знаходить Сергія Заворотько та його банду в Гонтранно. Там він влаштовує криваву стрілянину, вбиває всіх членів банди Заворотько, а потім і самого торговця зброєю. Як виявляється, батько Вітторіо був вже сильно поранений, і знаходився присмерті. Перед своїм кінцем, батько благає Агента 47 йти тільки праведним шляхом, після чого він помирає. Агент 47 покидає Гонтранно та вирішує остаточно приєднатися до МКА, так як вбивства — це його сутність та сенс життя.

## Hitman: Contracts
Третя частина серії ігор про Агента 47 фактично не має сюжету. В ній Агент 47, якого було сильно поранено під час місії в Парижі, перебуває в дуже тяжкому стані. Йому починають снитися всі ті жахливі події, які сталися з ним до цього: від вбивства доктора Орт-Майєра і до самої місії в Парижі. Тому Hitman: Contracts представляє собою «архівний» набір колись виконаних 47-м місій.
Перший сон Агента 47 стосується його поїздки до Бухаресту, а саме — вбивства цілої армії клонів 48-х та його творця, доктора Отто Вольфганга Орт-Майєра. У сні 47-го показується саме те, як він покинув психіатричну лікарню Орт-Майєра після вбивства доктора (адже під час нападу Агента 47 на психлікарню Орт-Майєр викликав наряд спецназу).
Наступна місія — це продовження перебування Агента 47 в Бухаресті після вбивства Орт-Майєра. Цілі 47-го: «м'ясний король» Кемпбелл Старрок, відомий румунський кримінал, та його адвокат Андрій Пускус. Крім того, замовник попросив Агента привести з полону Старрока його дочку. Агент 47 проникає на вечірку Старрока, яку той організував як свято, через те, що він був врятований Андрієм Пускусом від кримінальної відповідальності за певні злочини. Агент 47 вбиває як Пускуса, так і Старрока. Але дівчина, яку 47-му потрібно було врятувати, як виявилося, давно вже мертва — її вбив брат Старрока, справжній маніяк, який розчленовував трупи та ґвалтував їх.
Третьою місією Агента 47 було вбити контрабандиста зброєю та російського генерала Сергія Б'яркова, який цю зброю хотів придбати. Додатком до цього Агентові ще потрібно підірвати ту саму підлодку, на якій знаходиться зброя та секретна лабораторія. Контрабандистом, якого потрібно було вбити, виявляється ще один, третій брат одного з «батьків» 47-го — Фабіан Фукс. Зустрівшись зі зв'язним Юрішкою, Агент 47 дізнається де можна дістати потрібну йому бомбу для знищення підлодки. Після цього він вбиває Фабіана Фукса в туалеті та переодягається в нього. Далі він йде на зустріч з генералом Сергієм Б'ярковим, якого теж вбиває. Замінувавши підлодку, Агент 47 знищує її та втікає з військової бази.
У четвертій місії Агент 47 має вбити двох представників багатої сім'ї Белдінґфордів — старшого Вінстона та молодшого Алістера. Крім того, замовник попросив звільнити з полону свого сина — Джаїлса Наркота. Агент 47 проникає у будівлю Белдінґфордів, де душить Вінстона під час сну. Далі 47-й йде до льоху, де отруює бочку з віскі, яке в останнє в своєму житті випиває Алістер. Після двох вбивств, Агент 47 йде до стаєнь, де звільняє Джаїлса Наркота і втікає.
П'ята місія переносить Агента 47 до Роттердаму. Події цього завдання не пов'язані з вбивством Аркадія «Бориса» Єгорова — одного з «батьків» 47-го, якого Агент вбив якраз таки в Роттердамі. Цілями 47-го тут є лідер місцевої банди Рутгер ван Лювен, який утримує компромат на замовника у вигляді фотографій, де наш замовник (який є політиком) займається сексом з проституткою. Крім того, Агентові потрібно ще вбити Клааса Теллера — кіллера, який був посланий до ван Лювена до 47-го, але провалив своє завдання і був спійманий. Його потрібно вбити через те, що він багато чого знає. Агент 47 переодягається у репортера, який хотів викупити компромат на замовника у ван Лювена, та зустрічається із самим Лювеном, якого успішно вбиває та викрадає фотографії з сейфу. Потім 47-й прямує до підвалу, де жорстоко катують Теллера, виманює всіх охоронців та добиває скаліченого Теллера струмом, після чого успішно покидає місце злочину.
Шоста місія є інтерпретацією тих подій, коли Агент 47 вбивав одного зі своїх «батьків» — контрабандиста та торговця зброєю Аркадія Єгорова, який приховується під ім'ям Бориса Івановича Дерюжко. Події цього сновидіння 47-го майже в повній точності повторюють події першої частини серії.
Сьома місія, як і попередня, є відтворенням подій першої частини серії у снах Агента 47, а саме — вбивство братів Франца та Фріца Фуксів в готелі у столиці Угорщини — Будапешті.
Наступні чотири місії — це відтворення подій першої частини серії, а саме вбивства лідера гонконгської тріади «Червоний Дракон» Лі Хонга. Всі події, які згадує Агент 47 у сновидіннях, майже повністю відтворюють реальні події, які сталися з 47-м під час його першої місії — вбивства одного зі своїх «батьків», Лі Хонга. У сновидіннях трохи змінена послідовність подій, але все інше повторюється майже в повній точності.
Всі сновидіння, що бачив Агент 47, були викликані його дуже поганим фізичним станом. Його було поранено під час вбивства американського представника у Ватикані Річарда Делаханта. Агент 47, вже майже втративший свідомість, осідає в одному з паризьких готелів. На допомогу йому приходить доктор, один з членів МКА, який виліковує 47-го. Прокинувшись, Агент 47 виявляє, що готель, де він знаходиться, повністю оточений паризькою поліцією на чолі з інспектором Альбером Фурньє. Агент 47 втікає з готелю через вікна та дахи, пробирається у тил до Альбера Фурньє та вбиває його. Після всіх цих подій 47-й покидає Париж. У літаку він зустрічається з Діаною Бернвуд. З їх діалогу стає зрозуміло, що МКА знаходиться в дуже скрутному положенні, адже хтось «зверху» захотів їх прикрити, через що вони почали втрачати зв'язки з ФБР, ЦРУ, ООН та багатьма іншими важливими організаціями.

## Хронологія життя Агента 47
- 1950-ті — П'ятеро солдатів Французького іноземного легіону після війни у В'єтнамі об'єднуються для кримінального співтовариства. Ці люди дуже небезпечні кримінали: голова тріади в Гонконгу Лі Хонг, колумбійський наркобарон Пабло Очоа, австрійський терорист Франц Фукс, російський торговець зброєю Аркадій Єгоров та німецький вчений-генетик Отто Вольфганг Орт-Майєр. Орт-Майєр домовляється зі своїми друзями, що вони будуть постачати йому свої ДНК для генетичних експериментів доктора в обмін на донорські органи.
- 5 вересня 1964 року — У лабораторії Орт-Майєра в Бухаресті створено першого клона — Агента 47.
- 1964-1999 роки — Орт-Майєр тренує Агента 47 бути ідеальним вбивцею. Також на його основі він виробляє проекти майбутніх клонів, навіть більш досконаліших за 47-го.
- 1999 рік — Агент 47 втікає з лабораторії Орт-Майєра.
- 2000 рік — Агент 47 починає працювати на МКА (Міжнародне Контрактне Агентство). Його першими чотирма цілями стають саме його «батьки»: Лі Хонг, Очоа, Фукс та Єгоров. Дізнавшись, що замовником цих вбивств був творець 47-го — доктор Орт-Майєр, — Агент знаходить його в Бухаресті. Він вбиває цілу армію 48-х клонів, які були створені на його основі, а потім ще й доктора Орт-Майєра. Після цього Агент 47 починає шкодувати за свою кар'єру найманого вбивці та йде у ченці.
- 2000-2002 роки — Агент 47 живе як ченець на острові Сицилія разом з батьком Еміліо Вітторіо.
- 2002 рік — Батька Вітторіо викрадає голова місцевої мафії Джузеппе Джуліано. Агент 47 звертається до МКА, щоб старі друзі йому допомогли. МКА домовляється допомогти Агентові тільки у випадку, якщо він погодиться здійснити ще цілу серію вбивств, які замовила важлива людина. Агент 47 погоджується та вбиває Джуліано, але батька Вітторіо не знаходить. За умовами договору, Агент 47 вбиває багатьох людей по всьому світу. Як виявляється, замовником всіх вбивств був російський торговець зброєю Сергій Заворотько, який хотів таким чином прибрати всіх конкурентів. Саме в нього знаходиться батько Вітторіо. Агент 47 знаходить Заворотько на Сицилії та вбиває його. Від сильних поранень помирає батько Вітторіо. Агент 47 розуміє, що вбивства — це те, для чого він був створений, і вирішує остаточно приєднатися до МКА.
- 2002-2004 роки — Після повернення Агента 47 до МКА, в організації починаються проблеми. Хтось з великою владою намагається їх знищити.
- 2004 рік — Під час місії в Парижі, де Агенту 47 потрібно вбити американського посла у Ватикані, його сильно ранять. Він переховується в одному з готелів, де його життя рятує лікар, один з членів МКА. Агент 47 покидає готель та вбиває інспектора Альбера Фурньє, який полював на кіллера. Після цього, Агент 47 у літаку з Парижа зустрічає Діану Бернвуд, його зв'язну з МКА. Вона розповідає Агентові про проблеми, які зараз нависли над МКА, а що найголовніше — що всі вони з'явилися, скоріш за все, саме через 47-го.